# 斯卡紹加內峰
斯卡紹加內峰（英語：Skarshaugane Peaks）是南極洲的山峰，位於毛德皇后地的阿斯特里德公主海岸，屬於洪堡山脈的一部分，由德國探險隊發現和拍攝照片，現時由南極條約體系管理。